# Instituto de Pesquisa Econômica Aplicada
O Instituto de Pesquisa Econômica Aplicada (Ipea) é uma fundação pública federal vinculada ao Ministério do Planejamento e Orçamento, criada em 1964 como Escritório de Pesquisa Econômica Aplicada e assumindo a sigla atual em 1967. Sua finalidade é realizar estudos econômicos e sociais e assessorar o governo federal na formulação e avaliação de políticas públicas e planos e programas de desenvolvimento.
Em 2019, foi considerado o melhor think tank governamental da América Latina pelo Global Go To Think Tank Index Report. Além disso, o mesmo levantamento elenca a instituição como um dos 25 melhores think tanks governamentais do mundo.
Atualmente, há seis diretorias de pesquisa no Ipea:
- Diretoria de Estudos e Políticas Setoriais, de Inovação, Regulação e Infraestrutura (Diset);

- Diretoria de Estudos e Políticas Regionais, Urbanas e Ambientais (Dirur);
- Diretoria de Estudos e Políticas Sociais (Disoc);
- Diretoria de Estudos e Políticas Macroeconômicas (Dimac);
- Diretoria de Estudos Internacionais (Dinte);
- Diretoria de Estudos e Políticas do Estado, das Instituições e da Democracia (Diest).[4]

## História
Em 1964, o Ipea foi idealizado por Roberto Campos, então ministro do Planejamento, como escritório de pesquisa encarregado de realizar estudos que subsidiassem o governo na formulação das políticas e planos de desenvolvimento. No mesmo ano, o jovem economista João Paulo dos Reis Veloso foi encarregado de estruturar o que viria a ser conhecido como Escritório de Pesquisa Econômica Aplicada (Epea), sendo seu primeiro presidente. Logo de início, o Epea recebeu a relevante incumbência de revisar o Programa de Ação Econômica do Governo (Paeg), ainda no governo Castelo Branco, tendo igualmente participado, nos anos seguintes, da elaboração de outros planos de desenvolvimento como o PED (1968-70), o I PND (1972-74) e o II PND (1975-79).
Em 1967, o Decreto-Lei 200 altera o nome da entidade de Escritório para Instituto de Pesquisa Econômico-Social Aplicada (Ipea), o qual tornaria a ser modificado, em 1969, para Instituto de Planejamento Econômico e Social. A partir de 1970, a instituição se fragmenta em estruturas distintas e dotadas de autonomia administrativa e financeira, sendo elas o INPES (Instituto de Pesquisas), voltado à realização de estudos de política econômica; o IPLAN (Instituto de Planejamento), com a finalidade de subsidiar os processos de planejamento governamental; o INOR (Instituto de Programação e Orçamento), cuja ênfase repousava na elaboração dos orçamentos; e o CENDEC (Centro de Treinamento para o Desenvolvimento Econômico), que fornecia cursos de formação e capacitação a quadros do setor público.
Com a crise econômica das décadas de 1980 e 1990 e a emergência de ideias liberais que preconizavam uma redução do tamanho do Estado, os processos de planejamento econômico - desde o início parte fundamental das atividades do Ipea - perderam relevância na agenda política. Nesse contexto, a instituição teve de reinventar-se, deslocando seus esforços dos grandes planos de desenvolvimento para a necessidade de subsidiar a formulação de políticas públicas eficientes, eficazes e efetivas, além de contribuir para seus processos avaliativos. A segmentação em diferentes institutos (como o Inpes e o Iplan) igualmente deixa de existir, e, em 1990, o órgão adquire sua nomenclatura atual - Instituto de Pesquisa Econômica Aplicada.
Após uma fase de incertezas e fragilização, o Ipea volta a fortalecer-se a partir da segunda metade da década de 1990, quando foram realizados seus três primeiros concursos públicos - em 1995, 1996 e 1997, respectivamente. Novos certames viriam a ser realizados em 2004, 2008 e 2024.

## Lista de presidentes
Esta é uma lista de presidentes do Instituto de Pesquisa Econômica Aplicada (Ipea).
| Presidente                        | Início | Fim        | Presidente da República   |
| João Paulo dos Reis Veloso        | 1969   | 1969       |                           |
| Marcos Pereira Viana              | 1969   | 1970       |                           |
| Mario Cláudio da Costa Braga      | 1970   | 1971       |                           |
| Henrique Flanzer                  | 1971   | 1974       |                           |
| Élcio Costa Couto                 | 1974   | 1979       |                           |
| Marcos Amorim Neto                | 1979   | 1979       |                           |
| José Flávio Pécora                | 1979   | 1985       |                           |
| Andrea Sandro Calabi              | 1985   | 1986       |                           |
| Henri Philippe Reichstul          | 1986   | 1987       |                           |
| Michal Gartenkraut                | 1987   | 1988       |                           |
| Ricardo Luís Santiago             | 1988   | 1990       |                           |
| Antônio Kandir                    | 1990   | 1991       |                           |
| Roberto Brás Matos Macedo         | 1991   | 1992       | Fernando Henrique Cardoso |
| Líscio Fábio de Brasil Camargo    | 1992   | 1993       | Fernando Henrique Cardoso |
| Antônio Nilson Craveiro Holanda   | 1993   | 1993       | Fernando Henrique Cardoso |
| Aspásia Camargo                   | 1993   | 1995       | Fernando Henrique Cardoso |
| Andrea Sandro Calabi              | 1995   | 1996       | Fernando Henrique Cardoso |
| Fernando Antônio Rezende da Silva | 1996   | 1999       | Fernando Henrique Cardoso |
| Roberto Borges Martins            | 1999   | 2003       | Luiz Inácio Lula da Silva |
| Glauco Arbix                      | 2003   | 2006       | Luiz Inácio Lula da Silva |
| Luiz Henrique Proença Soares      | 2006   | 2007       | Luiz Inácio Lula da Silva |
| Marcio Pochmann                   | 2007   | 2012       | Lula/Dilma                |
| Marcelo Neri                      | 2012   | 2014       | Dilma Rousseff            |
| Sergei Suarez Dillon Soares       | 2014   | 2015       | Dilma Rousseff            |
| Jessé José Freire de Souza        | 2015   | 2016       | Dilma Rousseff            |
| Ernesto Lozardo                   | 2016   | 2019       | Michel Temer              |
| Carlos von Doellinger             | 2019   | 2022       | Jair Bolsonaro            |
| Erik Alencar de Figueiredo        | 2022   | 2022       | Jair Bolsonaro            |
| Luciana Mendes Santos Servo       | 2023   | Atualmente | Luiz Inácio Lula da Silva |